# Жених (фильм, 1912)
«Жених» — чёрно-белый фильм 1912 года режиссёра Кая Ганзена на сюжет одноимённого стихотворения А. С. Пушкина.

## История
Фильм «Жених» был снят в 1912 году (по другим данным — в 1911 году) на сюжет стихотворения А. С. Пушкина; информация про актёров, которые в нём снимались, не сохранилась. Режиссёр и сценарист Кай Ганзен, оператор Жорж Мейер. Художник Чеслав Сабинский. Фильм сохранился без надписей и не полностью.
Студия-производитель: Московское отделение фирмы «Братья Пате».
Длительность фильма — 15 минут. Фильм находится в общественном достоянии и хранится в Госфильмофонде.

## Сюжет
Наташа, купеческая дочь, однажды заблудилась в лесу. В то время в лесах можно было встретить разбойников, и Наташа случайно набрела на их притон. Она стала невольным свидетелем того, как разбойники убили любовницу атамана. Когда пьяные разбойники уснули, Наташа забрала кольцо с руки несчастной девушки и вернулась домой, никому ничего не сказав. Через какое-то время в селе появляется бравый удалец, у которого есть много золота. Ему понравилась Наташа, и он заслал к ней сватов. Родители девушки дали согласие на брак, радуясь тому, что у них будет богатый и красивый зять. Во время обручального пира Наташа рассказала правду о том, что видела, а кольцо помогло ей обличить атамана. Ему пришлось заплатить за то, что он совершил.